# Adam Zamenhof

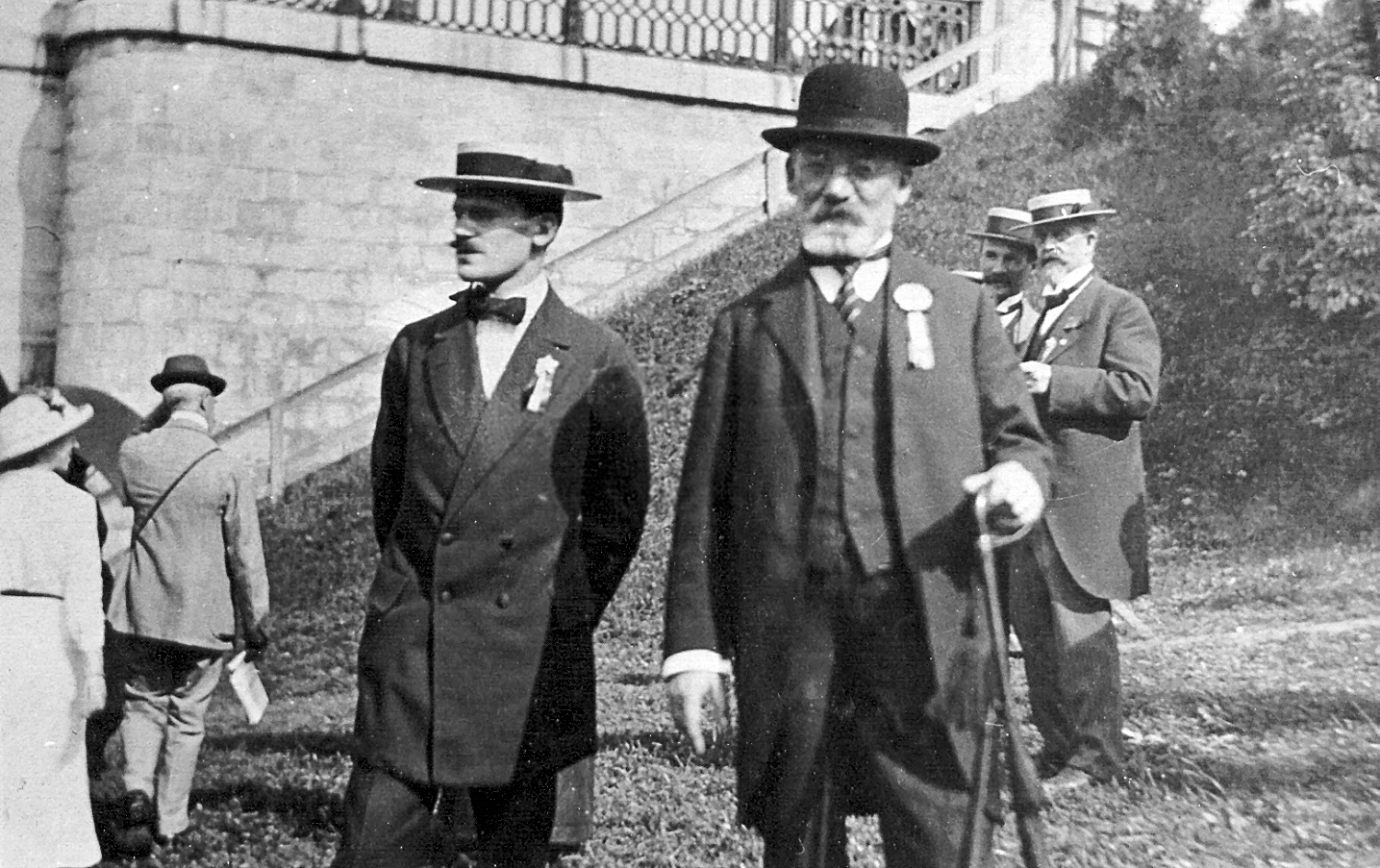
Adam Zamenhof (po lewej) z ojcem Ludwikiem. 9. Światowy Kongres Esperanto, Berno 1913

Adam Zamenhof (ur. 11 czerwca 1888 w Warszawie, zm. 29 stycznia 1940 w Palmirach) – polski esperantysta, lekarz-okulista i kapitan lekarz Wojska Polskiego.

## Życiorys
Syn Ludwika i Klary Zamenhof, brat Lidii i Zofii, mąż Wandy, ojciec Krzysztofa.
W 1934, jako oficer rezerwy pozostawał w ewidencji Powiatowej Komendy Uzupełnień Warszawa Miasto III. Posiadał przydział do Kadry Zapasowej 1 Szpitala Okręgowego.
Podczas II wojny światowej, 6 września 1939 roku został ordynatorem Szpitala Starozakonnych w Warszawie, a 16 września jego dyrektorem. 1 października 1939 roku Zamenhof został aresztowany przez Niemców. Zginął w masowej egzekucji w Palmirach.